# Bukówno
Bukówno is een plaats in het Poolse district  Białobrzeski, woiwodschap Mazovië. De plaats maakt deel uit van de gemeente Radzanów en telt 360 inwoners.